# Epicauta haroldi
Epicauta haroldi es una especie de coleóptero de la familia Meloidae.

## Distribución geográfica
Habita en Costa Rica.